# Francis Arinze
Francis Arinze, nigerijski rimskokatoliški duhovnik, škof in kardinal, * 1. november 1932, Eziowelle.

## Življenjepis
23. novembra 1958 je prejel duhovniško posvečenje.
6. julija 1965 je bil imenovan za sonadškofa Onitshe in za naslovnega nadškofa Fissiane; 29. avgusta istega leta je prejel škofovsko posvečenje. 26. junija 1967 je postal nadškof Onitshe. S tega položaja je odstopil 9. marca 1985.
8. aprila 1984 je postal proprefekt Kongregacije za medverski dialog.
25. maja 1985 je bil povzdignjen v kardinala in imenovan za kardinal-diakona S. Giovanni della Pigna; čez dva dni je postal prefekt Kongregacije za medverski dialog. 29. januarja 1996 je bil imenovan za kardinal-duhovnika S. Giovanni della Pigna.
1. oktobra 2002 je bil imenovan za prefekta Kongregacije za božansko čaščenje in disciplino zakramentov; 2. aprila 2005 je bil suspendiran in 21. aprila istega leta potrjen.
25. aprila 2005 je postal kardinal-škof Velletri-Segnija.